# Фабри, Жан
Жан Фабри (фр. Jean Fabry, умер в 1390) — французский хронист и историк, епископ Шартрский.

## Биография
Состоял в ордене бенедиктинцев. С 1369 года — аббат Турню, с 1370 — Сен-Вааста в Аррасе. В 1376 году назначен легатом Карла V при дворе папы Григория XI. В период «великого раскола» поддержал антипапу Климента VII, написал в его честь трактат De planctu bonorum, а также воспоминания о королях Людовике I и Людовике II Анжуйском, в правление которых занимал должность канцлера (1381—1388). 
Доктор канонического права (Doctor decretorum) Парижского университета. С 1380 года — епископ Шартра.
Из его сочинений наибольшее значение имеет «Великая хроника Эно со времён Филиппа Завоевателя до Карла VI» (Les grandes chroniques du Hainaut depuis Philippe le Conquérant jusqu'à Charles VI).
Похоронен в Соборной церкви Сен-Марсьяль в Авиньоне после того, как он продиктовал свое завещание в отеле «de la Cervelière, rue de la Bouquerie» в Авиньоне 10 января 1390 года. 

## Труды
- Journal de Jean Le Fèvre, évêque de Chartres, chancelier des rois de Sicile Louis Ier et Louis II d’Anjou. Paris, 1887
- " Un discours inédit de Jean le Fèvre, abbé de Saint-Vaast et conseiller de Charles V (8 décembre 1376) ", Mémoires de l’Académie d’Arras, 4e s., 2 (1943—1944), éd. Yves Renouard, p. 83-90 [réédité dans Études d’histoire médiévale, Publications de la Sorbonne, 1979].
- De planctu bonorum, traité pour la défense de Clément VII contre le De fletu ecclesie de Giovanni da Legnano qui soutenait le pape Urbain VI au commencement du Grand Schisme d’Occident, éd. A. Fabbri, A., All’indomani del grande scisma di Occidente. Jean Le Fevre canonista al servizio dei Valois e il trattato «De Planctu Bonorum» in risposta a Giovanni da Legnano, Florence, Edifir, 2013.